# Анабель Сміт
Анабель Сміт (англ. Anabelle Smith, 3 лютого 1993, Малверн, Австралія) — австралійська стрибунка у воду, бронзова призерка Олімпійських ігор 2016 року.

## Виступи на Олімпіадах
| Олімпіада   | Дисципліна                                | Місце |
| ----------- | ----------------------------------------- | ----- |
| Лрндон 2012 | синхронні стрибки з 3-метрового трампліна | 5     |
| Ріо 2016    | синхронні стрибки з 3-метрового трампліна | 3     |